# 野樱桃 (2009年电影)
《野樱桃》（英語：Wild Cherry），2009年2月8日上映于美国性喜剧电影，主要讲述美国高三学生的性教育故事。

## 剧情
高中生海伦爱上了斯坦福，她是他的球迷。她打算把自己的感情和身体全部给予他。海伦的爸爸为了避免其怀孕，在其放学回家之后经常给她上性教育课程，对她进行性教育，避孕药、避孕贴、子宫帽、避孕套等性用品，不过女儿并不愿意听他说教。
斯坦福弄来了一本性教育书籍名叫《海盗性爱书》（记录了学校学生的性行为和对象），向他的同学马尔科、皮特、霍格思、摩根，并鼓吹他们大胆地和女生性行为。
性教育老师在课堂上提问，“希腊人发明了什么？”翠西回答道：“货币”；塞布丽娜回答：“希腊沙拉”；艾米回答：“民主制度”；斯基特回答：“自慰器”。老师认为符合本堂课的答案是斯基特的回答，并开始讲述希腊人开放的性教育和性观念的历史文化，并且拿一个希腊人发明的假阳具在课堂中传递观看。老师告诉他们，自己有一间书店，欢迎他们去查看书籍。
女生们休息时坐在一起围绕着讨论各自“性高潮”的体验和认知，并教授仍是处女的海伦一些性经验。
富兰克林在操场上碰到了自己爱慕的对象蔡斯，她正在拍摄关于性的纪录片。然后蔡斯请富兰克林帮忙把拍摄仪器搬到器材室。富兰克林在器材室趁蔡斯不小心吻了她，当蔡斯脱去衣服准备和富兰克林进行性行为时，富兰克林认为他们应该先约会、交流，慢慢来，于是制止了蔡斯。
海伦支走爸爸，准备和男友斯坦福一起在家里做爱，两人开着音乐在床上时，外面的建筑工人趴在窗子上说他们的房子有问题，两人只得穿上衣服，斯坦福灰头灰脸地跑了回家。
蔡斯在拍摄性纪录片时，一个女生说她第一次对象是斯坦福并且说他们有本记录性爱的书籍。于是蔡斯告诉了海伦，并劝阻她别和斯坦福在一起。三人一同去偷看那本书，以检验斯坦福的人品。不了斯坦福他们进来了，三人不得不躲进厕所。当他们上厕所时说自己的那些性事都被三人听到了。
为了阻止男生们为了性事胡作非为，三人召集了全班同学抵制男生的入侵，和保持贞洁，性教育老师也加入她们的队伍。
斯基特和范多伦·翠西在上化学课时，斯基特因为挑逗翠西而两人拿着苏打水打闹了起来，被化学老师教育了一顿，并要求他们把实验室清理干净。
海伦、翠西和蔡斯打算让追求他们的三个男生斯坦福、富兰克林和斯基特出丑一回。于是她们把三个男生约到游泳室，让他们脱掉衣服，带上黑色的布蒙住眼睛。然后自己都逃开了，三个男生互相触碰，以为是彼此喜欢的女生，而她们却早在一旁拍照。此时，游泳老师进来了，发现他们脱光蒙着眼靠在一起，把他们轰了出去。海伦、翠西和蔡斯把他们的丑照贴在学校的每一处，弄得全校都知道了。
男生们决定报仇雪恨，于是去找皮特帮忙，皮特告诉他们，男女沟通时，要少说废话，发自内心；正确的时间、正确的地点、没有伤害，才能有性行为。于是斯基特找海伦主动请求一笔勾销男女之间的误会。两人表示同意。事实上海伦、翠西和蔡斯只是表面上答应而已。
在斯基特家聚会的晚宴上，海伦、翠西和蔡斯把伟哥放在斯坦福、富兰克林和斯基特的饮料里，闹得三人阴茎坚挺，一直非常难受，不得不送进医院。也引起同班女生对海伦、翠西和蔡斯三人的蔑视和不认同。
海伦、翠西和蔡斯认识到自己做错了，于是用真诚的态度来对待其追求者斯坦福、富兰克林和斯基特。在毕业晚会上，他们得到了真正的爱情和性行为。

## 演员
| 演员              | 角色        | 备注                 |
| 克里斯汀·卡瓦拉瑞 | 范多伦·翠西 | 斯基特爱慕的对象。   |
| 妮娅·雷蒙德       | 海伦·麦克   | 斯坦福爱慕的对象。   |
| 拉莫·威利斯       | 凯瑟琳·蔡斯 | 富兰克林爱慕的对象。 |
| 赖安·梅里曼       | 斯坦福      | 爱慕海伦。           |
| 杰西·莫斯         | 斯基特      | 爱慕翠西。           |
| 约翰·怀特         | 富兰克林    | 爱慕蔡斯。           |

## 制作
电影制作的拍摄地是在温尼伯·马尼托巴；拍摄时间是在2008年5月7日至2008年5月29日；取景是在当地的技术职业中学。